# Oberpfälzisch-Bayerischer Wald
Oberpfälzisch-Bayerischer Wald (Hornofalcko-bavorský les) je geomorfologická oblast v Bavorsku, která se táhne ze severozápadu na jihovýchod podél české hranice. Teoreticky pokračuje i na území Česka a Rakouska, protože geomorfologické hranice nelze stanovovat na základě politicko-administrativních hledisek; mimo německé území ale není vymezena, protože německý systém geomorfologického členění se zabývá pouze oblastmi uvnitř německých hranic. Vzhledem k tomu, že v Německu tato oblast zahrnuje právě ty celky, které by z českého pohledu spadaly pod Šumavskou subprovincii České vysočiny, lze předpokládat, že jejím českým (a rakouským) pokračováním jsou celky náležející této subprovincii. Na jihu je Hornofalcko-bavorský les oddělen tokem Dunaje od Alpského podhůří (konkrétně Unterbayerisches Hügelland und Isar-Inn-Schotterplatten, tedy Dolnobavorská pahorkatina a isarsko-innské štěrkové plošiny), na západě sousedí s Franskou Albou a Hornofalcko-hornomohanskou pahorkatinou, na severozápadě pak se Smrčinami, které už patří pod Thüringisch-Fränkisches Mittelgebirge (Durynsko-franské středohoří).
V německém členění má číslo D63, resp. podle starého systému 40. Jak už napovídá název, skládá se z Hornofalckého (Oberpfälzer Wald) a Bavorského lesa (Bayerischer Wald), ten je ovšem vlastně jen německou částí Šumavy.

## Členění
Podle staršího systému Emila Meynena se oblast dělí takto:
- 40 (=D63) Oberpfälzisch-Bayerischer Wald (Hornofalcko-bavorský les)
  - 400 Hinterer Oberpfälzer Wald (Zadní Hornofalcký les)
  - 401 Vorderer Oberpfälzer Wald (Přední Hornofalcký les)
  - 402 Cham-Further Senke (Všerubská vrchovina)
  - 403 Hinterer Bayerischer Wald (Zadní Bavorský les)
  - 404 Regensenke (Řezenská brázda)
  - 405 Vorderer Bayerischer Wald (Přední Bavorský les)
  - 406 Falkensteiner Vorwald (Falkenštejnské podhůří)
  - 407 Lallinger Winkel (Lallingský kout)
  - 408 Passauer Abteiland und Neuburger Wald (Pasovské opatství a Neuburský les)
  - 409 Wegscheider Hochfläche (Wegscheidská náhorní plošina)